# トッド・テリエ
トッド・テリエ (Todd Terje) は、ノルウェーのDJ、ソングライター、音楽プロデューサーである。往年のディスコサウンドをアップデートしたその音楽性は、ニュー・ディスコ、スペース・ディスコといった風に称される。2000年代中盤からトッド・テリエ名義でリミックス楽曲や、リエディット楽曲を次々発表し名を馳せることとなった。
2012年、『ローリング・ストーン』誌発表の「世界に君臨する25人のDJ」で17位に選ばれた。
2013年、スコットランドのロックバンド、フランツ・フェルディナンドのアルバム『ライト・ソーツ、ライト・ワーズ、ライト・アクション』に収録された「Evil Eye」「Stand on the Horizon」の2曲に共同プロデューサーとして参加。
2014年、初のフルアルバム『It's Album Time』をリリースした。

## ディスコグラフィ

### スタジオ・アルバム
- It's Album Time（2014年）

### EP
- It's the Arps（2012年）